# Corps Guestphalia Bonn
Das Corps Guestphalia Bonn ist eine farbentragende, pflichtschlagende Studentenverbindung im Kösener Senioren-Convents-Verband (KSCV). Das Corps vereint Studenten der Rheinischen Friedrich-Wilhelms-Universität Bonn und ist die zweite in Bonn gegründete Studentenverbindung. Seine Corpsmitglieder werden Bonner Westphalen genannt.

## Couleur und Sprüche
Guestphalia hat die Farben grün-weiß-schwarz mit silberner Perkussion. Dazu wird ein hellgrüner Stürmer getragen. Die Füchse tragen ein Fuchsenband in grün-weiß-grün mit silberner Perkussion.
Der Wahlspruch lautet: Neminem time, neminem laede! Der Waffenspruch lautet: Gladius ultor noster!

## Geschichte

### Stiftung
Nach der Stiftung der Rheinischen Friedrich-Wilhelms-Universität durch König Friedrich Wilhelm III. von Preußen am 18. Oktober 1818 trafen sich Studenten aus Westfalen im Sommersemester 1819 in der Gaststätte bei Ermekeil in Bonn am Markt. Hier begann das Bonner Corpsleben, da westfälische Landsmannschafter die Grundsätze des Westphalenkartells von anderen Universitäten nach Bonn brachten und dadurch ein Gegengewicht zu der burschenschaftlichen Richtung schufen. Das Westphalenkartell wurde geschlossen von Corps an verschiedenen Universitäten, die den Namen Guestphalia führten und deren Mitglieder aus Westfalen stammten. Diese Corps hatten in den Grundzügen übereinstimmende Konstitutionen, die gleichen Wahlsprüche und trugen die Farben grün-schwarz-weiß, geändert 1821 in grün-weiß-schwarz. Aus dieser landsmannschaftlichen Gesellschaft bei Ermekeil entstand das Corps Guestphalia. Die ausschließlich landsmannschaftliche Rekrutierung seiner Mitglieder gab das Corps schon bald nach seiner Gründung auf.

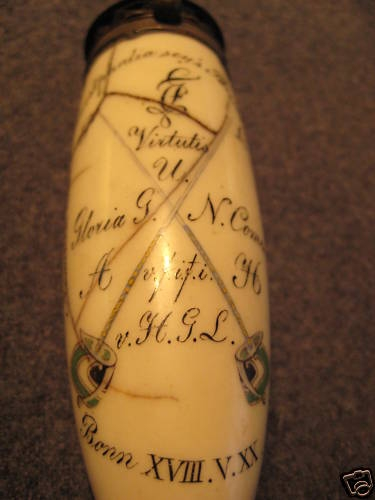
Pfeifenkopf des Corps Guestphalia Bonn mit dem Stiftungsdatum 18. Mai 1820 und den Initialen v.H. G. L., welche auf die Stifter v. Hausen, Grundschöttel und Lyncker zurückzuführen sind

Am 15. März 1820 wird das Corps Guestphalia Bonn erstmals genannt. Die Stifter des Corps sind Ludwig von Hausen, Wilhelm Lyncker, Karl Grundschöttel, Wilhelm Heinrich Winzer, Abraham Rose und Ignaz Ferdinand Wünnenberg. Bis auf Wünnenberg und Rose gehörten sie dem sogenannten Westphalenkartell an. Sie waren vorher Göttinger, Hallenser oder Heidelberger Westphalen.
Am 18. Mai 1820 trat das Corps Guestphalia Bonn an die Öffentlichkeit nach der endgültigen Befreiung von der Vormundschaft der burschenschaftlichen Allgemeinheit. Guestphalia war in einer Allgemeinen Studentenversammlung als selbständiges Corps anerkannt worden. Dies war nach dem im Sommer 1819 erlassenen „Burschenbrauch der Bonner Burschengesamtheit“ bis zu diesem Tag nicht möglich, da keine engere Verbindung in irgendeiner Form bestehen durfte, die sich gegen den Willen der burschenschaftlichen Allgemeinheit konstituierte. Der 18. Mai 1820 gilt heute als der Stiftungstag des Corps Guestphalia Bonn.
Heinrich Heine studierte im Wintersemester 1819/20 und im Sommersemester 1820 in Bonn. Er traf dort seinen Düsseldorfer Schulfreund Ignaz Ferdinand Wünnenberg wieder, der bei dem Corps Guestphalia aktiv war. Über ihn hat Heine 1815 ein bissiges Gedicht verfasst – die Wünnebergiade.
Durch seine Beziehung zum Corps Guestphalia Bonn bekam Heine als Rheinländer nach dem Studienortwechsel nach Göttingen Kontakt zum Mitglied des Westphalenkartells, dem Corps Guestphalia Göttingen und wurde dort Mitglied.
Nach dem Mord an August von Kotzebue am 23. März 1819 erfolgte am 20. September 1819 die Bestätigung der Karlsbader Beschlüsse durch den Bundestag in Frankfurt, was die Demagogenverfolgung zur Folge hatte. Aufgehoben wurden die Beschlüsse erst mit der Märzrevolution 1848. Das Corps Guestphalia Bonn hatte unter der Demagogenverfolgung zu leiden. Diese schwierige Zeit war mit ein Grund für ein großes politisches Engagement. Folgende Bonner Guestphalen waren Mitglieder der freigewählten Nationalversammlung in der Frankfurter Paulskirche 1848, und dies in unterschiedlichen Fraktionen. Es waren dies die Corpsbrüder Joseph Brockhausen, Ludwig Franz Houben, Gottfried Friedrich Johann Julius Ostendorf, Carl Overweg, Conrad von Rappard, Johann Gerhardt Röben, Carl Schorn und Julius Wiethaus.
Daneben waren mit Stephan Friedrich Evertsbusch, August Reichensperger und Jodocus Donatus Hubertus Temme auch drei Renoncen der Guestphalia Mitglied der Frankfurter Nationalversammlung.
Um das Corpsleben in Bonn zu stärken, gründete am 3. Juli 1849 der Bonner Westphale Wilhelm Sack mit weiteren ehemaligen Mitgliedern des Corps Palatia das Corps Hansea Bonn. Wilhelm Sack war im Sommer 1848 als Vertreter des Corps Guestphalia Bonn zu einer Tagung nach Jena entsandt worden, wo er an der Gründung des Kösener Verbandes (Kösener Senioren-Convents-Verband (KSCV)) beteiligt war. Im Juli 1849 billigte der CC den Entwurf der ihm vorliegenden Kösener Statuten. Der SC zu Bonn trat durch Beschluss vom 6. August 1849 dem Kösener Senioren-Convents-Verband (KSCV) bei.

### 1871–1914
Der Deutsch-Französische Krieg 1870/71 und seine Folgen waren mitursächlich für die Suspension des Corps Guestphalia Bonn. Nach Beendigung des Feldzuges kehrte von den früheren Aktiven nur eine verhältnismäßig geringe Anzahl zum Studium nach Bonn zurück. Bereits seit Ende der 1860er Jahre entstand zudem ein reges Vereinswesen, was ein Wiederaufblühen der Corps erschwerte. An der Universität selbst gründeten sich studentische Fachvereinigungen der jeweiligen Fakultäten, denen sich die Studenten verstärkt zuwandten.
Der Kulturkampf förderte an der Universität konfessionelle Zusammenschlüsse, was die Rekrutierung neuer Corpsmitglieder aus Westfalen und dem Rheinland mit seinen starkem katholischen Bevölkerungsanteilen schwieriger gestaltete.
Das Corps Guestphalia suspendierte von November 1871 bis 1875 und ab 1876, um sich am 5. August 1884 mit Unterstützung durch drei Aktive seines Kartellcorps Starkenburgia wieder zu rekonstituieren.
In der Kaiserzeit erlebten gerade die Bonner Corps einen großen gesellschaftlichen Aufstieg. Das Corpsstudententum prägte sich für das Bildungsbürgertum zum Ideal aus. Alexander von Claer unterstützte Leonhard Zander 1881 bei seiner Kösener Reforminitiative.

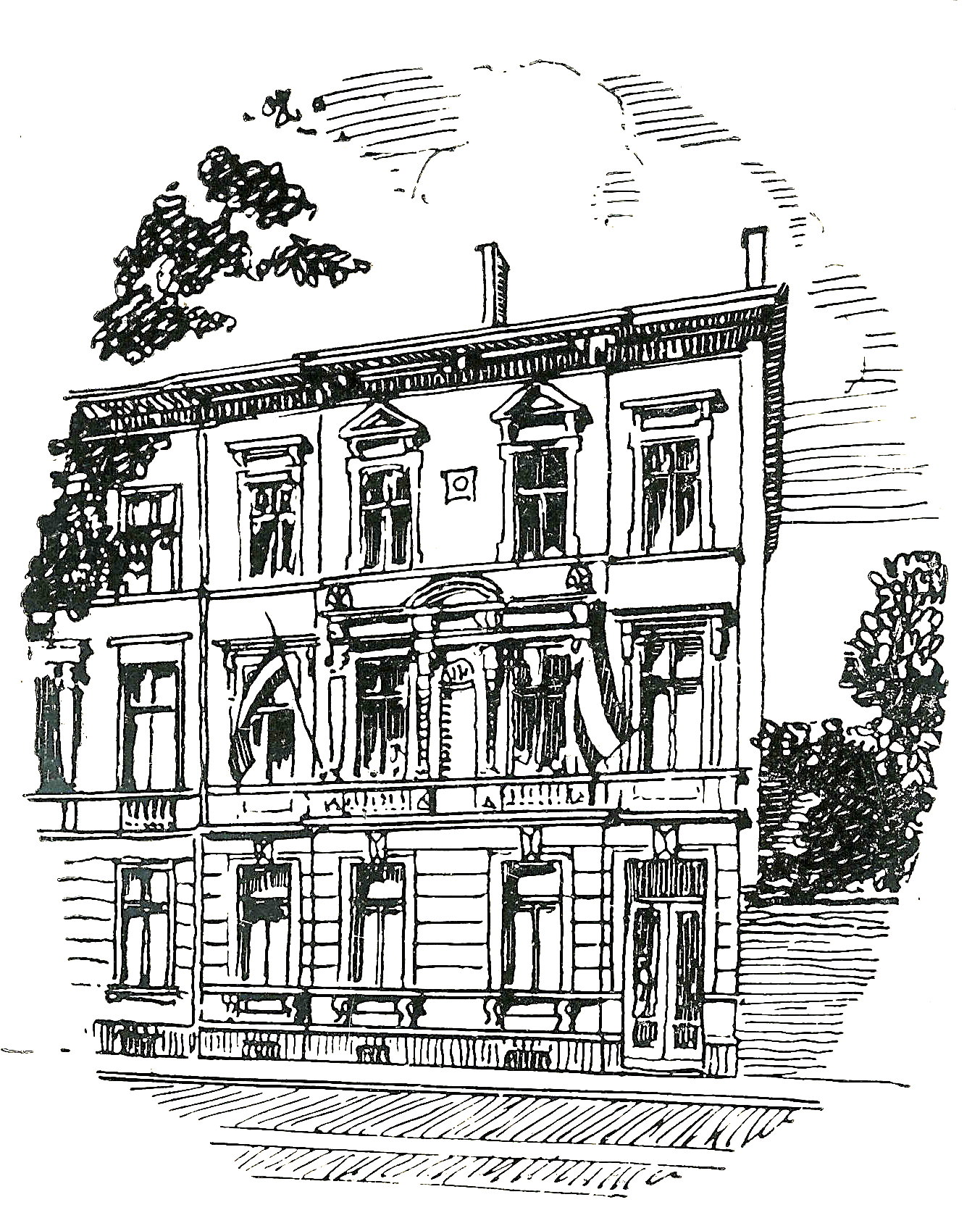
Erstes Haus der Guestphalia in der Baumschulallee

Im Sommer 1894 erwarb Guestphalia das Corpshaus in der Baumschulallee 22.

### 1914–1933
Der Erste Weltkrieg setzte dem aktiven Corpsleben ein jähes Ende. Der Corpsbetrieb ruhte vom Wintersemester 1914 bis zum Ende des Krieges. Bereits Ende 1918 meldeten sich die ersten Corpsbrüder nach Entlassung aus dem Heeresdienst wieder aktiv bei Guestphalia. Der Corpsbetrieb wurde unter großen Schwierigkeiten Anfang März 1919 wieder aufgenommen. Das Corpshaus war als englische Offiziersmesse requiriert worden und daher der Benutzung der Aktiven entzogen. Mitte Oktober 1919 gab die Besatzung das Corpshaus frei, so dass dort wieder alle Veranstaltungen stattfinden konnten. 1920 feierte das Corps Guestphalia sein 100. Stiftungsfest. Als Festort wurde das Hotel auf dem Petersberg bei Königswinter (rechtsrheinisch) ausersehen, da die linke Rheinseite zu der Zeit von den Franzosen besetzt war und man Störungen der Feierlichkeiten befürchtete. Die Zwanziger Jahre waren eine Blütezeit des Corps und die Aktivenjahrgänge dementsprechend stark.

### 1933–1945
Unmittelbar nach der Machtergreifung im Jahr 1933 wurde der KSCV – ebenso wie alle anderen zivilgesellschaftlichen Organisationen und Körperschaften des öffentlichen Lebens in Deutschland – durch den NS-Parteistaat gleichgeschaltet. Vor dem geplanten Kösener Congress 1933 wurde der 1931 in die NSDAP eingetretene Rechtsanwalt Max Blunck (Franconia Regensburg) zum sog. „Führer“ des Verbandes inauguriert – ohne jegliche Rechtsgrundlage und nach zuvor eingeholter Zustimmung des NS-Parteistaats. Der KSCV wurde gezwungen, das sog. „Führerprinzip“ einzuführen und dem Allgemeinen Deutschen Waffenring (ADW) wieder beizutreten. Der ADW war eine nach dem Ersten Weltkrieg gegründete Interessenvertretung der mensurbeflissenen Korporationsverbände. Erst im Jahr zuvor hatte der KSCV, der sich seit seiner Stiftung traditionell dem Grundsatz der parteipolitischen Neutralität verpflichtet sah, beschlossen, wegen der zunehmenden Politisierung des ADW aus dieser Organisation auszutreten.
Entsprechend den „Wünschen des Führers“, die als unabweisbare Forderungen zu verstehen waren und die der Leiter der Reichskanzlei, Staatssekretär Lammers, im Frühjahr 1933 persönlich an Blunck adressiert hatte, war das „Führerprinzip“ auch in den einzelnen Corps umzusetzen. Ebenso hatte der KSCV diesen Anordnungen zufolge mit dem Eintritt in den ADW dessen zwischenzeitlich eingeführte sog. „Arierbestimmungen“ zu übernehmen. Diese sahen u. a. vor, dass Personen jüdischer Abstammung grundsätzlich nicht Mitglieder eines Corps sein durften. Dasselbe galt für Corpsstudenten, die mit einer Ehefrau verheiratet waren, die jüdischer Abstammung war. Indem die Führung des KSCV diese Anordnungen akzeptierte, wurde sie unaufgebbaren corpsstudentischen Essentials untreu. Sie entschloss sich dennoch, diesen Forderungen nachzugeben, weil sie in Verkennung des totalitären Charakters des Nationalsozialismus die Hoffnung hegte, sich mit den Machthabern arrangieren zu können, um dem Verband und den Corps unter den Bedingungen der NS-Diktatur eine Existenzperspektive zu sichern.
Unmittelbar nach der Gleichschaltung des KSCV usurpierte eine kleine Gruppe von Alten Herren die Führung im Corps Guestphalia. Der Alte Herr Fritz Ebermaier wurde zum sog. „Führer“ des Corps erklärt. Dieser berief einen sog. „Führerrat“, dessen fünf Mitglieder ebenso wie Ebermaier selbst im Frühjahr 1933 in die NSDAP eingetreten waren; ein Angehöriger des „Führerrates“ war bereits seit 1929 Parteimitglied. Dieses Vorgehen erfolgte unter eklatanter Missachtung der demokratisch-parlamentarischen Grundprinzipien, die in der Verfassung des Corps sowie in der Satzung der Altherrenschaft traditionell verankert waren und die weder einen „Führer“ noch einen „Führerrat“ kannten. Insbesondere erfolgten diese Maßnahmen ohne eine Legitimation durch ordentliche Beschlussfassungen der hierzu verfassungs- und satzungsmäßig allein befugten Organe des Corps bzw. der Altherrenschaft. Zwar formierte sich auch in der Altherrenschaft Widerspruch gegen dieses Vorgehen. Diese Widerstände wurden von Ebermaier unter Verweis auf die Anordnungen Bluncks übergangen. Ebermaier etablierte mit Unterstützung des „Führerrats“ – jedenfalls pro forma – das vom NS-Staat oktroyierte „Führerprinzip“ im Corps, indem er – wiederum ohne hierzu verfassungs- oder satzungsmäßig irgendwie legitimiert zu sein – Ende 1933 eine neue Corpsverfassung und eine neue Satzung für den Altherrenverein erließ. Tatsächlich bestand das „Führerprinzip“ im Corps jedoch nur auf dem Papier. In der gelebten Praxis des Corps wurde es weder von den Aktiven und Inaktiven noch von einem Großteil der Alten Herren respektiert.
Dasselbe ist für den Bonner SC festzustellen. Die ihm angehörenden Corps hatten zwar weisungsgemäß einen sog. „Führer“ des SC bestimmt (der von 1933 bis 1935 fast durchgängig von den Westphalen gestellt wurde), agierten ansonsten aber weiterhin entsprechend den traditionellen, bewährten demokratisch-parlamentarischen Kösener Grundsätzen. Der SC engagierte sich 1934 gemeinsam mit vielen anderen Bonner Korporationen in Auseinandersetzungen mit NS-Organisationen, bei denen sich die Verbindungsstudenten – jedenfalls vorübergehend – sogar erfolgreich gegen die örtlichen NS-Satrapen durchsetzen konnten. Da die Corps zeit ihres Bestehens liberalen Traditionen verpflichtet und nach demokratisch-parlamentarischen Prinzipien organisiert waren, richtete sich gegen sie bereits seit den 1920er Jahren die besondere Feindschaft des Nationalsozialismus. Mitte der 1930er Jahre entfalteten die von den Nazis kontrollierten Medien regelrechte Hetzkampagnen gegen die Corps, deren studierende Mitglieder von NS-Funktionären schließlich öffentlich zu „Staatsfeinden“ erklärt wurden.
Ende 1933 ordnete Blunck entsprechend den sog. „Arierbestimmungen“ des ADW für die Corps die Durchführung der sog. „Arierumfrage“ an. Ziel dieser Umfrage war es festzustellen, ob einem Corps Personen angehörten, die gemäß den – seit Mitte 1933 auch für den KSCV geltenden – „Arierregelungen“ aus dem Corps auszuschließen waren. Die Ergebnisse dieser Erhebung mussten an die Führung des KSCV gemeldet werden, die ihrerseits eine entsprechende Meldung an den ADW abzugeben hatte. Guestphalia Bonn hatte damals etwa ein Dutzend betroffene Mitglieder. Die Konfession geschweige denn die sog. „rassische“ oder sonstige Abstammung eines Studenten, der bei Guestphalia aktiv wurde, war – entsprechend dem seit der Gründung des Corps gepflegten Toleranzprinzip – von jeher irrelevant gewesen. Selbst nachdem der KSCV in den 1920er Jahren ein Aufnahmeverbot von Studenten jüdischer Abstammung beschlossen hatte, hat Guestphalia – wie viele andere Corps auch – nachweislich weiterhin Studenten jüdischer Abstammung aufgenommen und Personen die Schleife oder das Band verliehen, die entsprechend diesen KSCV-Beschlüssen nicht ins Corps hätten aufgenommen werden dürfen.
Obwohl Ebermaier ein überzeugter Nationalsozialist war, hat er – wie u. a. aus den im Kösener Archiv aufbewahrten Akten zur „Arierumfrage“ hervorgeht – sich beharrlich und am Ende auch erfolgreich dafür eingesetzt, dass alle von den „Arierbestimmungen“ betroffenen Corpsbrüder im Corps verbleiben konnten. Das gelang – mit der stillschweigenden Duldung durch Blunck – auch in den nicht wenigen Fällen, in denen diese Corpsbrüder die einschlägigen Ausnahmebestimmungen des Gesetzes zur Wiederherstellung des Berufsbeamtentums nicht erfüllten. Auch an anderen Stellen, zum Beispiel im Rahmen der Ende 1933 von Ebermaier erlassenen neuen Corpsverfassung und Satzung, haben die Westphalen nachweisbar durch entsprechende Vorkehrungen Sorge dafür getragen, dass die „Arierregelngen“ bei den betroffenen Corpsbrüdern nicht zur Anwendung kamen.
Diese Situation änderte sich im Herbst 1935, als der Leiter der Reichskanzlei den KSCV aus der Gemeinschaft Studentischer Verbände ausschloss, weil Blunck sich trotz des massiven Drucks des NS-Parteistaats beharrlich geweigert hatte anzuordnen, dass die Corps ihre von den „Arierregelngen“ betroffenen Corpsbrüder ausnahmslos auszuschließen haben. Die Entscheidung des Leiters der Reichskanzlei hatte im Zusammenwirken mit einem Erlass des SA-Stabschefs Lutze zur Folge, dass Blunck zurücktrat, der KSCV sich kurz darauf selbst auflöste, sich dem Druck des NS-Pateistaats beugte und anordnete, dass die Corps die von den sog. „Arierregelngen“ betroffenen Corpsbrüder ausnahmslos auszuschließen hätten. Obwohl dies einen Verrat an den traditionellen Grundwerten der Kösener Corps und insbesondere an den betroffenen Corpsbrüdern darstellte, haben sich die meisten – aber längst nicht alle – Corps damals entschlossen, sich dieser Anordnung zu fügen und dem massiven Druck des NS-Parteistaats nachzugeben.
Wie bei anderen Corps auch erfolgte diese Entscheidung bei Guestphalia jedoch nicht auf Verfassungs- bzw. satzungsgemäße Weise, d. h. aufgrund eines Beschlusses der allein entscheidungsbefugten Organe des Corps. Dies war schon deswegen nicht möglich, weil selbst die Ende 1933 von Ebermaier erlassene Verfassung es ebenso wie die damals ergangene Satzung überhaupt nicht zuließen, Corpsbrüder wegen ihrer Abstammung aus dem Corps auszuschließen oder zu einer Bandniederlegung zu veranlassen. Vielmehr bedrängte Ebermaier aus eigener Initiative und im Einvernehmen mit dem sog. „Führungsrat“ die betroffenen Corpsbrüder, ihr Band niederzulegen. Die Entscheidung eines Feierlichen Corpsconvents (FCC), der einberufen worden war, um darüber zu beraten, wie sich das Corps zu der erwähnten Anordnung stellen solle, wartete Ebermaier nicht ab, sondern er stellte den FCC vor vollendete Tatsachen. Die Hinausdrängung der von den „Arierregelungen“ betroffenen Corpsbrüder erfolgte mithin auf der Grundlage einer Entscheidung, die von einer kleinen Gruppe im Corps getroffen worden war – nicht jedoch aufgrund eines ordentlichen Beschlusses eines verfassungs- oder satzungsmäßigen Organs des Corps. Anders, als das in anderen Corps der Fall war, hat der FCC die Bandniederlegungen nicht zurückgewiesen, sondern das von Ebermaier geschaffene fait accompli hingenommen.
Wenig später, Ende Oktober 1935, suspendierte Ebermaier das Corps und kam damit einer – allerdings ohne jedwede Legitimation erfolgten – Anordnung des „Führers“ der Abwicklungsstelle des zwischenzeitlich aufgelösten KSCV nach. Die Aktiven und Inaktiven waren jedoch nicht bereit, diese Entscheidungen hinzunehmen. Wie nicht wenige andere Corps und Korporationen betrieben die jungen Westphalen die Rekonstitution des aktiven Corps, die sie im Dezember 1935 gegen „Führer“ und „Führerrat“ durchsetzten. Das Corps Guestphalia war im Frühjahr 1936 sehr wahrscheinlich die einzige Korporation in Bonn, die noch ihre Farben zeigte, auf deren Haus noch die Fahne wehte und die noch einen Corpsbetrieb hatte. In Reaktion auf einen Erlass von Hitlers Stellvertreter Rudolf Hess verfügte Ebermaier im Mai 1936 erneut die Suspendierung des Corps, obwohl er dazu verfassungsmäßig nicht befugt war. Die Aktiven und Inaktiven haben es ihm mit offener Insubordination gedankt und den Corpsbetrieb – einschließlich des Fechtens – unter konspirativen Bedingungen weiter fortgesetzt. Als Ebermaier den Aktivitäten der jungen Westphalen auf die Schliche kam, hat er die Aktiven vom Haus geworfen und das Corpshaus stillgelegt.
Es gibt in den Quellen zahlreiche konkrete Belege dafür, dass die jungen Westphalen dessen ungeachtet auch weiterhin einen konspirativen Corpsbetrieb organisiert und auch weiter gefochten haben. Dieser konspirative Corpsbetrieb lebte auch noch dann weiter, als auf dem Haus der Guestphalia eine sog. „Kameradschaft“ bestand. Die Nazis hatten bereits seit der Machtübernahme Pläne verfolgt, auch auf den Verbindungshäusern Kameradschaften einzuführen, um auf diesem Weg die Kontrolle über die Studenten und die Verbindungsstudenten zu gewinnen. Diese Bemühungen blieben allerdings über Jahre erfolglos, bis die Reichsstudentenführung den Korporationen im Frühjahr 1938 schließlich ein Ultimatum stellte. Die damalige Führung der Altherrenschaft der Guestphalia entschloss sich, auf diese Option einzugehen, um das Corpshaus vor dem drohenden Zugriff der NS-Organisationen zu sichern.
Gemeinsam mit den Altherrenschaften der Corps Hansea und Palatia wurde eine Kameradschaft gegründet, die ihren Sitz auf dem Haus der Guestphalia hatte und die – entsprechend den Vorgaben der Reichsstudentenführung – der NS-Studentenkampfhilfe angegliedert war. Sie trug den Namen „Ernst vom Rath“. Nur etwa ein Drittel der Bonner Westphalen ist dieser Kameradschaft beigetreten. Allerdings haben auch diese Alten Herren die Kameradschaft nicht unterstützt; nur drei Altherrensöhne haben sich ihr jemals angeschlossen. Ähnlich war es bei den Hanseaten und Pfälzern, von denen kein einziger Altherrensohn der Kameradschaft beitrat. Die Kameradschaft hörte Anfang der 1940er Jahre auf zu bestehen.
Das „Untergrund-Corps“, das von Inaktiven der Guestphalia seit dem Ende der 1930er Jahre in Bonn betrieben wurde, bestand organisatorisch getrennt von der Kameradschaft. Allerdings scheinen sich diesem „Untergrund-Corps“ mindestens zwei Kameradschaftsangehörige, die zuvor keinen Kontakt zu Guestphalia gehabt hatten, angeschlossen zu haben. Darüber hinaus gibt es Hinweise dafür, dass das Corps Guestphalia 1943 von Bonner Studenten rekonstituiert wurde und Mitglieder des wiedererrichteten Corps noch im Sommer 1944 als Bonner Westphalen bei konspirativen Veranstaltungen anderer Bonner Verbindungen aufgetreten sind. Das Corpshaus in der Baumschulallee 22 wurde 1942 im Rahmen eines Scheingeschäfts an einen Alten Herrn des Corps verkauft, um es dem Zugriff der NS-Organisationen zu entziehen. Ende 1944 wurde es bei einem Bombenangriff zerstört. Der Altherrenverein wurde 1942 liquidiert. Dennoch gab es bis Mitte 1944 noch ein reges Corpsleben, wie Zeugnisse von vielen Corpsveranstaltungen vor allem in Berlin und im Westen Deutschlands belegen. Berichten des 1941 bis 1944 von einem Alten Herren herausgegebenen „Nachrichtenblatts“ ist zu entnehmen, dass die Westphalen auch unter den zunehmend schwierigeren Bedingungen des Krieges Verbindung untereinander gehalten und Hilfe für die Familien von Corpsbrüdern organisiert haben, die durch den Bombenkrieg, Flucht und Vertreibung obdach- bzw. heimatlos geworden waren.

### 1945–1993
Die Westphalen begannen sich bereits kurz nach dem Ende des Zweiten Weltkriegs wieder zu sammeln. Dabei bemühte man sich wie in vielen anderen Corps auch, die von den „Arierregelungen“ betroffenen Corpsbrüder zurückzugewinnen. Bis auf einen haben alle nach dem Krieg noch lebenden betroffenen Corpsbrüder ihr Band wieder aufgenommen. Ungeachtet der Verbote und rigiden Sanktionen, mit denen die Besatzungsbehörden, die Westdeutsche Rektorenkonferenz und die Universitätsverwaltungen farbentragende und mensurbeflissene Korporationen bedrohten, wurde das Corps am 5. November 1947 rekonstituiert. Obwohl diese behördlichen Repressionen bis weit in die 1950er Jahre hinein andauerten und insbesondere der Fechtbetrieb unter konspirativen Bedingungen stattfinden musste, schlossen sich dem Corps in den ersten zehn Jahren nach der Rekonstitution fast 100 Studenten an.
Am 27. Januar 1951 traten die Alten Herren der suspendierten und infolge der politischen Veränderungen im Osten Deutschlands heimatlos gewordenen Guestfalia Greifswald dem Corps bei, das seinen Namen „Corps Guestphalia Bonn“ damals um den Zusatz „und Greifswald“ erweiterte. Gemeinsam mit dem Bonner SC, dem damals neben Guestphalia die Corps Rhenania und Brunsviga München zu Bonn angehörten, betrieben die jungen Westphalen seit Ende 1949 die Rekonstitution des KSCV. Um diese vorzubereiten und die erforderlichen Vorabstimmungen mit den in den im Westen Deutschlands wiedererstehenden Corps zu organisieren, war eine „Interessengemeinschaft“ gebildet worden, deren Geschäftsführung die Bonner Westphalen stellten. Die Rekonstitution des KSCV wurde im Mai 1951 von den inzwischen wieder bestehenden 71 aktiven Corps auf einer Tagung beschlossen, die unter dem Präsidium der Guestphalia in Bad Godesberg stattfand. Drei Jahre später wurde das neue Corpshaus in der Wilhelmstraße 50 eingeweiht, in dem das Corps bis auf den heutigen Tag zu Hause ist.

### Seit 1993
Bei der Rekonstitution der Guestfalia Greifswald am 10. Juni 1993 ist das Corps Guestphalia Bonn und Greifswald zu Bonn seiner Verpflichtung vom 27. Januar 1951 nachgekommen. Seither führen beide Corps auch wieder ihren alten Namen Guestphalia Bonn und Guestfalia Greifswald und sind in Freundschaft und durch viele gemeinsame Alte Herren verbunden.

## Corpsmitglieder
In alphabetischer Reihenfolge
- Hermann Ameler (1811–1904), Superintendent, Ehrenbürger von Herford, MdHdA
- Alexander von Arnim (1813–1853), Landrat in Simmern
- Gustav Bechtold (1876–1951), deutscher Jurist, Landrat, Landeskommissär
- Ludwig von Beughem (1806–1886), königlich preußischer Justizpräsident, MdR
- Anton Bloem (1814–1884), Anwalt, Düsseldorfer Stadtverordneter, Mitglied der Preußischen Nationalversammlung
- Franz von und zu Bodman (1835–1906), Landtagsabgeordneter (Zentrum), MdR
- Caesar-Rudolf Boettger (1888–1976), Oberst, Zoologe, Forschungsreisender
- Franz von Borries (Landrat, 1868) (1868–1943), Landrat
- Joseph Brockhausen (1809–1886), Mitglied der Preußischen Nationalversammlung, Mitglied der Frankfurter Nationalversammlung
- Franz von Brzeski (1838–1887), Rittergutsbesitzer, MdHdA
- Hermann Butzer (* 1961), Jurist, Hochschullehrer in Hannover
- Hermann von Choltitz (1868–1947), Landrat in Neustadt (Oberschlesien)
- Mehmet Daimagüler (* 1968), Rechtsanwalt und Autor
- Carl von Dapper (1863–1937), Internist
- Nikolaus Delius (1813–1888), Altphilologe, Hochschullehrer
- Ludwig Denecke (1905–1996), Germanist, Handschriftenbibliothekar
- Gustav von Diepenbroick-Grüter (1815–1899), Richter, MdHdA
- Martin Dossmann (* 1954), Industrieverbandsmanager und Hochschullehrer
- Carl Dulheuer (1834–1914), Landgerichtsdirektor, MdHdA
- Hermann Karl Dumrath (1854–1922), Landrat des Kreises Strasburg in Westpreußen, MdHdA
- Hermann Ebbinghaus (1850–1909), Psychologe
- Hermann Eulenberg (1814–1902), Mediziner
- Friedrich Evertsbusch (1813–1888), evangelischer Pfarrer, Mitglied der Frankfurter Nationalversammlung
- Albert Florschütz (1819–1903), evangelischer Pfarrer, Autor, MdHdA
- Wilhelm von Freeden (1822–1894), Mathematiker, Naturwissenschaftler, Ozeanograph, Gründer der Norddeutschen Seewarte
- Franz Ferdinand Gellern (1800–1879), Jurist, Mitglied der Preußischen Nationalversammlung, MdHdA
- Eduard Gützloe (1814–1878), Jurist, MdHdA
- Friedrich Hammacher (1824–1904), Wirtschaftsführer, Ehrenbürger von Duisburg, Ruhrort, Meiderich, Mülheim a.d. Ruhr, Mitgründer der Nationalliberalen Partei, MdR
- Karl Haniel (1877–1944), Vorstandsvorsitzender der Gutehoffnungshütte
- Paul Haniel (1843–1892), Landrat des Kreises Mülheim an der Ruhr
- Gustav Hartlaub (1814–1900), Arzt, Begründer des Journals für Ornithologie
- Werner Hausmann (1816–1883), Arzt und Beigeordneter in Düsseldorf, MdHdA
- Robert Helm (1879–1955), Tuchindustrieller und Kommunalpolitiker
- Wilhelm Hennecke (1812–1890), Reichsgerichtsrat
- Karl Peter Heinzen (1809–1880), deutsch-amerikanischer Schriftsteller und Publizist, Herausgeber der Zeitschrift „Pionier“ in Boston
- Ludwig Franz Houben (1803–1884), deutscher Politiker, Notar, Justizrat, Mitglied der Frankfurter Nationalversammlung
- Wilhelm Janssen (1830–1900), Landrat in Heinsberg, MdHdA
- Wilhelm Joest (1852–1897), Professor, Naturwissenschafter, Weltreisender, Ethnograph, Schriftsteller
- Richard von Kaufmann (1849–1908), Nationalökonom, Geheimer Regierungsrat, Kunstsammler und Mäzen
- Heinrich von Kaufmann-Asser (1882–1954), Ministerialbeamter, deutscher Botschafter in Argentinien
- Onno Klopp (1822–1903), Hofrat, Publizist, Historiker, letzter Haushistoriograph der Welfen
- Jacques Koerfer (1902–1990), Jurist, Unternehmer, Kunstsammler
- Jörg Kürschner (* 1951), deutscher Jurist, Redakteur des MDR, Vorsitzender des Fördervereins der Gedenkstätte Berlin-Hohenschönhausen
- Friedrich Lancelle (1802–1893), Jurist, MdHdA
- Quirin Lancelle (1869–1907), Landrat des Kreises Prüm
- Rudolf Lenhartz (1925–1987), Assessor des Bergfachs, Generalbevollmächtigter der Ruhrkohle AG, Vorstandsvorsitzender der Saarbergwerke
- Wilhelm Lenzmann (1885–1935), Geheimer Regierungsrat, Vorstand der VIAG
- Ernst Theodor Loeb (1881–1964), Landrat in Hameln
- Eduard Loerbroks (1814–1872), Bürgermeister von Hamm
- Hans Werner Löwe (1903–1989), Landwirt, Pferdezüchter und Hochschullehrer
- Michael Meisner (1904–1990), Rechtsanwalt, Ehrenlandrat des Kreises Würzburg, Oberbürgermeister von Würzburg, Schriftsteller, Drehbuchautor, Verleger und Herausgeber der Tageszeitung „Main-Post“
- Manfred Monjé (1901–1981), Sinnesphysiologe
- Adalbert Nordeck zur Rabenau (1817–1892), Jurist, Gutsbesitzer, MdR
- Karl Nücker (1807–1896), Amtsrichter, MdHdA
- Karl de Nys (1833–1907), MdHdA, MdHH, Bürgermeister und Ehrenbürger der Stadt Trier
- Maximilian von Oer (1806–1846), Dichter und Schriftsteller
- Hans-Jörg Oestern (1945–2025), Unfallchirurg
- Julius Ostendorff (1823–1877), Pädagoge, Namensgeber des städtischen Gymnasiums in Lippstadt, Mitglied der Frankfurter Nationalversammlung
- Carl Overweg (1805–1876), Industrieller, Mitglied der Frankfurter Nationalversammlung
- Heinrich Eduard von Pape (1816–1888), Erster Präsident des Reichsoberhandelsgerichts, Präsident des Disziplinarhofes für die Reichsbeamten, Vorsitzender der ersten Kommission für das Bürgerliche Gesetzbuch, MdHdA
- Frederic Emile Peugeot (1837–1905), Fabrikant[6]
- Carl Rudolf Pfahl (1822–1901), Verwaltungsjurist in Preußen
- Max von Pohl (1842–1905), Jurist, Landrat, Regierungspräsident des Regierungsbezirks Oppeln, Ehrenbürger der Städte Ratibor und Hultschin
- Carl Pohle (1817–1883), Oberbürgermeister von Schwerin, Mitglied des Vorparlaments und der Mecklenburgischen Abgeordnetenversammlung
- Conrad von Rappard (1805–1881), Jurist, Unternehmer, Mitglied der Frankfurter Nationalversammlung
- Wilhelm von Rauchhaupt (1828–1894), preußischer Rittergutsbesitzer, Beamter, Mitbegründer der Deutschkonservativen Partei
- August Reichensperger (1808–1895), Jurist, Gründungsmitglied des Zentral-Dombau-Vereins zu Köln von 1842, Mitglied der Frankfurter Nationalversammlung, Ehrenbürger der Stadt Köln, Renonce der Guestphalia
- Johann Gerhardt Röben (1812–1881), deutscher Jurist, Politiker, Oberamtsrichter, Mitglied der Frankfurter Nationalversammlung
- Otto Saedt (1816–1886), Erster Generaladvokat am Appellationsgericht Köln
- Joseph Hermann Schmidt (1804–1852), Arzt, Hochschullehrer, gründete mit Pauline von Mallinckrodt in Paderborn eine private Blindenanstalt, Professor für Geburtshilfe an der Charité in Berlin, Verfasser eines Lehrbuchs für Geburtskunde
- Victor Schmieden (1874–1945), Chirurg, Präsident der Deutschen Gesellschaft für Chirurgie
- Carl Schnabel (1843–1914), Universitätsprofessor, Montanwissenschaftler und Dichter
- Friedrich Eberhard Schnapp (1938–2022), Jurist, emeritierter Hochschullehrer
- Carl Schorn (1818–1900), Landgerichtspräsident, Mitglied der Frankfurter Nationalversammlung
- Theodor Schroeder (1829–1890), Mitglied des Reichstags und Mitglied des Preußischen Abgeordnetenhauses
- Gustav Schulz (1807–1874), Kreisgerichtsdirektor, MdHdA
- Carl Schwaner (1817–1851), Geologe, Erforscher Borneos
- Franz Schwarz (1826–1907), Präsident der Generalkommission für die Provinz Schlesien
- Friedrich Serger (1822–1892), Präsident des Oberlandesgerichts in Karlsruhe, Präsident der Ersten Kammer der Badischen Ständeversammlung
- Leopold Sonntag (1830–1896), Amtsvorsteher im Großherzogtum Baden
- Otto Spinzig (1873–1957), Bergrat, Bergwerksbesitzer, MdHdA
- Franz von Steinaecker (1817–1852), Landrat des Landkreises Bernkastel
- Klemens von Stockhausen (1845–1895), Landeshauptmann in Ostpreußen
- Carl Ferdinand von Stumm-Halberg (1836–1901), Montanindustrieller, MdR
- Jodocus Temme (1798–1881), Jurist, Schriftsteller, Mitglied der Frankfurter Nationalversammlung
- Carl Tewaag (1844–1928), Mitglied des Westfälischen Provinziallandtags, Jurist, Brauer, Ehrenbürger von Dortmund
- Carl Wilhelm Tewaag (1878–1971), Bankier, Mitglied des Provinziallandtages von Pommern
- Friedrich Thesmar (1809–nach 1869), Rechtsanwalt, MdHdA
- Carl Vering (1871–1955), Bauunternehmer und Philosoph
- Rudolf von Viebahn (1838–1928), General der Infanterie
- Emil Voerster (1829–1892), Landrat der Landkreise Hagen, Norderdithmarschen und Pinneberg, Rittergutsbesitzer
- Oskar Wehr (1837–1901), Rittergutsbesitzer, MdR
- Victor Weidtman (1853–1926), Bergbauindustrieller und Verbandspolitiker, Präsident der IHK Aachen
- Ferdinand Werne (1800–1874), Philhellene, Diplomat und Forschungsreisender, Entdecker des Quellgebiets des Weißen Nils
- Julius Wiethaus (1806–1863), Jurist, Landrat, Mitglied der Frankfurter Nationalversammlung
- Hermann Zastrow (1819–1880), Advokat, Senator und Bürgermeister der Stadt Rostock
- Wilhelm Zierold (1825–1898), Rittergutsbesitzer, MdHdA
- Paul von Zitzewitz (1843–1906), Rittergutsbesitzer, MdHdA

## Freundschaftsverhältnisse
Das Corps pflegt eine Vielzahl von Kartellen und befreundeten Verhältnissen. Aufgrund der Struktur seiner Verhältnisse zu anderen Corps wird das Corps Guestphalia Bonn zum blauen Kreis gezählt.

### Kartellcorps
- Corps Silesia Breslau zu Frankfurt (Oder)
- Corps Starkenburgia
- Corps Rhenania Freiburg
- Corps Guestfalia Greifswald
- Corps Marchia Berlin
- Corps Palaiomarchia-Masovia Kiel

### Befreundete Corps
- Corps Suevia Heidelberg
- Corps Palaiomarchia Halle
- Corps Moenania Würzburg
- Corps Isaria
- Corps Austria Frankfurt am Main

Das befreundete Corps Guestphalia Leipzig   ist 1904 erloschen.